# Gonomyia lobulata
Gonomyia lobulata är en tvåvingeart som beskrevs av Evgenyi Nikolayevich Savchenko 1980. Gonomyia lobulata ingår i släktet Gonomyia och familjen småharkrankar. Inga underarter finns listade i Catalogue of Life.